# Amallothrix paravalida
Amallothrix paravalida är en kräftdjursart som beskrevs av Brodsky 1950. Amallothrix paravalida ingår i släktet Amallothrix och familjen Scolecitrichidae. Inga underarter finns listade i Catalogue of Life.